# DHR-Klasse D
Die Lokomotive der Klasse D der Darjeeling Himalayan Railway (DHR) war die weltweit dritte Garratt-Dampflokomotive und die erste mit der normalen Anordnung der Zylinder an den äußeren Enden der Triebdrehgestelle. Sie war von 1911 bis 1954 im Einsatz.

## Geschichte
Bis zur Beschaffung der Klasse D hatte die DHR ausschließlich zweiachsige Tenderlokomotiven im Einsatz, im Jahr 1910 bereits vorwiegend solche der Klasse B, wie sie noch heute verwendet werden.
In diesem Jahr lieferte Beyer-Peacock eine Lokomotive der Bauart Garratt, deren Triebwerksabmessungen und Treibraddurchmesser denen der Klasse B entsprachen, womit rechnerisch etwa die doppelte Zugkraft gegeben war. Die Lokomotive erhielt die Klassenbezeichnung D und die Betriebsnummer 31.
Nach der Beseitigung einiger Kinderkrankheiten bewährte sich die Lokomotive zwar, insofern sie die Erwartungen an die Zugleistungen erfüllen konnte; es stellte sich jedoch heraus, dass die langen Züge, die jetzt möglich waren, in engen Kurven leichter entgleisten. Außerdem waren einige Ausweichgleise sowie Stumpfgleise an den Spitzkehren zu kurz für diese Züge und hätten aufwendig verlängert werden müssen. Auch die Kupplungen waren teilweise zu schwach und hätten ausgetauscht werden müssen. 
Dazu ist es nicht gekommen, und es wurden auch keine weiteren Garratt-Lokomotiven bestellt, obwohl Beyer-Peacock eine zweite Lokomotive zu einem geringeren Preis angeboten hatte. Die DHR beschaffte stattdessen weitere Lokomotiven der Klasse B. Dennoch blieb die Garratt als Einzelstück bis 1954 im Einsatz, überwiegend auf der flacheren Zweigstrecke nach Kishanganj, wo die genannten Probleme keine Rolle spielten.
Die Lokomotive wurde 1954 verschrottet, nachdem diese Zweigstrecke geschlossen und durch eine Meterspurstrecke ersetzt worden war.

## Technik
1909 hatte Beyer-Peacock die ersten Garratt-Lokomotiven überhaupt an die Tasmanian Government Railways geliefert (TGR-Klasse K). Diese Maschinen hatten die Zylinder auf der Innenseite der Drehgestelle und waren außerdem nach dem Verbundprinzip konstruiert. Die für die DHR gebaute Lokomotive war dagegen die erste „normale“ Garratt, mit vier Einfachexpansionszylindern, die an den äußeren Enden der Drehgestelle angeordnet waren. Diese Bauart wurde fortan fast ausnahmslos beibehalten.
Ungewöhnlich war die Anordnung der Umsteuerung in Form einer seitlich an der rechten Lokomotive entlanglaufenden Gelenkwelle, eine Bauart, die von Beyer-Peacock nicht wiederholt wurde. Auch der unter dem Kessel angebrachte zusätzliche Wassertank war an späteren Garratt-Lokomotiven selten zu finden.
Wie die Klasse B hatten die Triebdrehgestelle der Garratt Außenrahmen und Außenzylinder mit Heusinger-Steuerung, die Zylinder waren jedoch waagerecht angeordnet. Der Führerstand war bis auf zwei Windschutzbleche offen; das hintere wurde später entfernt und das Dach nach hinten verlängert.
Die Lokomotive war wegen der engen Gegenkurven der DHR so gebaut, dass sich die Triebdrehgestelle gegeneinander verwinden konnten, ohne zu Verspannungen zu führen (siehe Abbildung). 